# Ghanzi (subdistrito)
Ghanzi é um subdistrito localizado no distrito homônimo em Botswana que contava com uma população estimada de 43 095 habitantes em 2011. Possui 16 vilas e Ghanzi, a cidade que funciona como sede do distrito de mesmo nome.